# ATC-kod V: Varia
ATC-kod V: Varia är en del av klassificeringssystemet ATC (Anatomical Therapeutic Chemical Classification System) för läkemedel och vissa andra medicinska produkter. ATC utvecklas av WHO och består av alfanumeriska koder indelade i grupper utifrån anatomi, medicinsk funktion och läkemedelstyp på 5 olika kodnivåer. Denna sida listar innehållet i en specifik grupp på den första nivån.

## V Varia
V01 Allergener
V03 Medel vid förgiftningar, överdoseringar m.m.
V04 Diagnostiska medel
V06 Näringspreparat
V07 Tekniska hjälpmedel
V08 Kontrastmedel
V09 Diagnostiska radiofarmaka
V10 Terapeutiska radiofarmaka
V20 Kirurgiska förband (Inga fler koder existerar.)

### Engelska
- WHO Collaborating Centre for Drug Statistics Methodology - ATC Index
- WHO Collaborating Centre for Drug Statistics Methodology - ATCvet Index

### Svenska
- SIL online
- FASS.se - ATC
- FASS.se - Veterinär-ATC
- Sök läkemedelsfakta - Läkemedelsverket
- Socialstyrelsen : Klassifikationer
- Nationellt produktregister för läkemedel - NPL